# Max Blecher
Max Blecher, né le 8 septembre 1909 à Botoșani (Roumanie) et mort le 31 mai 1938 à Roman (Roumanie), est un écrivain roumain.

## Biographie
Le prénom de Blecher demeure incertain ; c'est en effet sous le nom de "M. Blecher" qu'il a publié ses œuvres en Roumanie. La première édition française de Aventures dans l'irréalité immédiate lui a donné le nom Marcel Blecher mais un consensus semble s'être fait sur le nom de Max Blecher et c'est ainsi qu'il apparaît dans la plupart des catalogues.
Fils d'un commerçant juif propriétaire d'un magasin de porcelaine, Blecher va à l'école primaire et au lycée à Roman puis, après son baccalauréat, part étudier la médecine à Paris. Peu après, en 1928, on lui diagnostique une spondylodiscite (mal de Pott) qui le contraint à abandonner ses études.
Blecher suit des traitements dans divers sanatoriums : Berck en France, Leysin en Suisse et Tekirghiol en Roumanie. Pendant les dix années qui suivent, il est largement immobilisé par sa maladie.
Il publie un premier texte en 1930 dans la revue littéraire Bilete de papagal [Billets de perroquet] dirigée par Tudor Arghezi ; il s'agit d'une nouvelle intitulée Herrant. Il contribue par la suite à la revue d'André Breton, Le Surréalisme au service de la révolution, et entretient une correspondance avec des écrivains comme André Gide, André Breton, Martin Heidegger, Ilarie Voronca, Geo Bogza, Mihail Sebastian et Sașa Pană. En 1934, il publie un livre de poésie, Corps transparent. En 1935, ses parents l'installent dans une maison de la périphérie de Roman, où il continue d'écrire jusqu'à sa mort en 1938 à l'âge de 28 ans.
Il a publié de son vivant deux romans, Aventures dans l'irréalité immédiate (1936) et Cœurs cicatrisés (1938), ainsi que des nouvelles, des articles et des traductions. La tanière éclairée: journal de sanatorium a été publié de manière posthume, d'abord partiellement (1947) puis dans son intégralité (1971). Dans son approche d'une réalité autre, hantée par « les espaces maudits », il crée un univers en proie à des hallucinations concrètes, selon une inspiration qui rappelle à la fois Franz Kafka, Bruno Schulz ou Robert Walser. Il a par la suite inspiré d'autres auteurs roumains, comme Marta Petreu ou Mircea Cărtărescu. 
Andreia Roman relève que Max Blecher et Anton Holban étaient les seuls auteurs, à leur époque, à être entièrement axés sur l'introspection, à s'écarter de la problématique sociale. George Călinescu lui consacre quelques lignes dans son histoire de la littérature roumaine, allant jusqu'à comparer Cœurs cicatrisés à La Montagne magique de Thomas Mann. Plus récemment, Paul Cernat parle des « expériences avant-gardistes et les romans poétisant, atypiques de Max Blecher ».

## Œuvres
- Aventures dans l’irréalité immédiate (Întâmplări în irealitate imediată), première traduction française par Mariana Şora, Paris, Les Lettres Nouvelles / Maurice Nadeau, Denoël, 1973
- La tanière éclairée (Vizuina luminată: Jurnal de sanatoriu), première traduction française par Georgeta Horodinca et Hélène Fleury, Paris, M. Nadeau, 1989
- Corps transparent (Corp transparent)
- Cœurs cicatrisés ( Inimi cicatrizate ), traduit du roumain par Gabrielle Danoux, 2014, roman qui a inspiré au réalisateur Radu Jude un film homonyme
- Aventures dans l’irréalité immédiate (Întâmplări în irealitate imediată), traduit du roumain par Mariana Şora, (Prix Nocturne 2013), Editions Maurice Nadeau - 1989, 2015 (3e édition) - Préface de Ovid S. Crohmălniceanu, Premier volume des Œuvres Complètes.
- Aventures dans l’irréalité immédiate, accompagné de Cœurs cicatrisés, trad. d’Elena Guritanu, Paris, L’Ogre, 2015
- Corps transparent, édition bilingue, poésies traduites du roumain par Gabrielle Danoux, France, 2017

## Prix et récompenses
- Aventures dans l'irréalité immédiate a reçu en décembre 2013 le Prix Nocturne[7], destiné à récompenser "un livre remarquable par son style, l'originalité de sa conception, et l'oubli dans lequel a sombré son auteur"[8].